# Great Ayton
Great Ayton är en by och en civil parish i North Yorkshire i England. Orten har 4 629 invånare (2011). Byn nämndes i Domedagsboken (Domesday Book) år 1086, och kallades då Alia Atun/Atun.